# Судаков, Арсений Тимофеевич
Арсений Тимофеевич Судаков (1817—1883) — протоиерей Русской православной церкви, магистр богословия и духовный писатель.

## Биография
Арсений Судаков родился в 1817 году, среднее образование получил в Тверской духовной семинарии и высшее — в Санкт-Петербургской духовной академии, курс которой в 1843 году окончил со степенью магистра богословия.
Спустя год после окончания академии Арсений Судаков был рукоположён во священника к посольской церкви в Стокгольме, но потом был переведён в Санкт-Петербург к церкви Симеона и Анны.
В январе 1857 года снова отправился за границу к посольской церкви в Гааге, откуда вновь возвратился в российскую столицу — священником при соборе Зимнего дворца, которым и прослужил до самой смерти.
Арсений Тимофеевич Судаков скончался в 1883 году.
В «Христианском чтении» Судаков напечатал следующие труды: «Реформатская церковь в Голландии» (1861), «Ответы из Голландии на папское приглашение к римскому вселенскому собору» (1870) и «Нидерландская реформатская церковь в отношении к государству и другим религиозным обществам» (1877); в «Духовной беседе» за 1874 год были помещены следующие его статьи: «Новейшие сведения об ирвингианстве» и «Вальденсы и протестантство в Испании»; в журнале «Странник» за 1879 год была опубликована его критическая работа «Педагогика иезуитов». В рукописном отделении библиотеки Петербургской духовной академии хранится (А, II — 75) сделанный им перевод на французский язык сочинения митрополита Филарета: «Разговоры между испытующим и уверенным в православии греко-российской церкви».